# Patrick Eddy
Pour les articles homonymes, voir Eddy.
Patrick Eddy, né le 17 octobre 2002,, est un coureur cycliste australien.

## Biographie

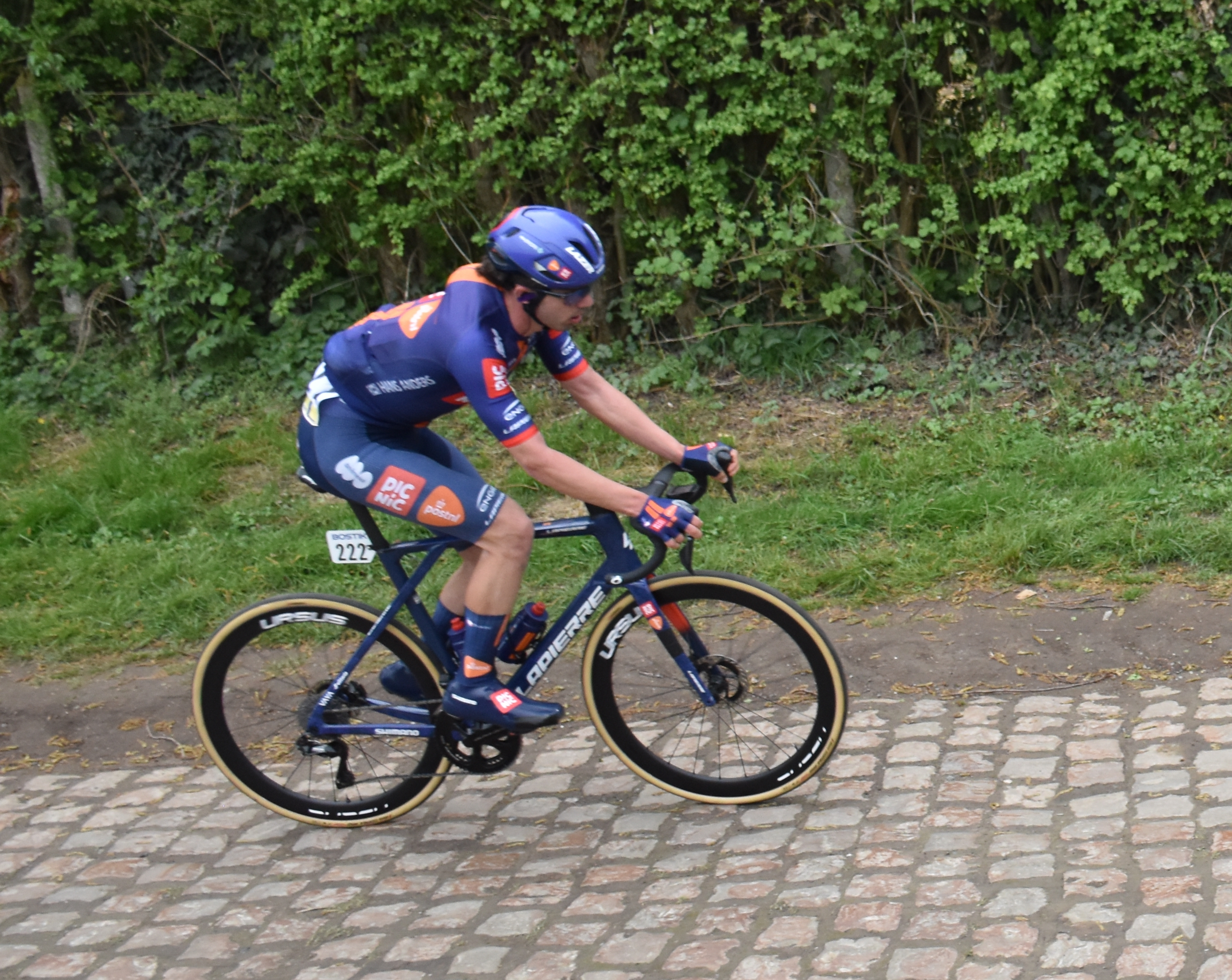
Patrick Eddy #222- Paris-Roubaix 2025.

D'abord joueur de football, Patrick Eddy se lance dans le cyclisme à l'âge de neuf ans lorsque ses parents lui offrent son premier vélo. Il se forme au Bendigo & District Cycling Club. Son grand frère Sam pratique également ce sport en compétition.

## Palmarès sur route

### Par année
- 2019
  -  Champion d'Australie sur route juniors
  -  Champion d'Australie du contre-la-montre juniors
- 2020
  -  Champion d'Australie du contre-la-montre juniors
  - 2e du championnat d'Australie sur route juniors
- 2021
  - 3e du championnat d'Australie du contre-la-montre espoirs

### Classements mondiaux
| Année                                 | 2021  | 2022 | 2023  | 2024  |
| ------------------------------------- | ----- | ---- | ----- | ----- |
| Classement mondial                    | 1819e | nc   | 3141e | 2049e |
| UCI Oceania Tour                      | 61e   | nc   | nc    | nc    |
|                                       |       |      |       |       |
| Légende : nc = non classéSource : UCI |       |      |       |       |

## Palmarès sur piste

### Championnats nationaux
- 2021
  -  Champion d'Australie de poursuite par équipes (avec Jensen Plowright,  Graeme Frislie et Bill Simpson)